# Angolo nullo
In matematica, in particolare in geometria, per angolo nullo si intende l'angolo che ha come lati due semirette coincidenti e che non contiene altri punti oltre a quelli dei suoi lati. L'angolo nullo misura in radianti 0 e in gradi 0. L'angolo nullo è anche definibile come il risultato della sottrazione di un angolo con se stesso.